# Juan Bautista Agüero
Juan Bautista Agüero Sánchez (* 24. Juni 1935; † 27. Dezember 2018) war ein Fußballspieler (Stürmer) aus Paraguay.

## Vereinskarriere
Juan Bautista Agüero begann seine Karriere beim paraguayischen Hauptstadtklub Olimpia Asunción. 1958 wechselte er nach Europa und spielte fortan sieben Jahre für den spanischen Erstligisten FC Sevilla. Anschließend stand er noch jeweils ein Jahr beim Hauptstadtverein Real Madrid und dem FC Granada unter Vertrag. 1967 beendete er seine Karriere.

## Nationalmannschaftskarriere
Während der Fußball-Weltmeisterschaft 1958 kam Agüero in allen drei Partien Paraguays zum Einsatz. Dabei erzielte er zwei Treffer. Im zweiten Spiel traf Paraguay auf Schottland, in diesem Spiel erzielte Agüero in der vierten Minute das 1:0-Führungstor, schließlich endete die Partie mit 3:2. Dies war der erste Sieg Paraguays bei einer Weltmeisterschaft. Seinen zweiten Treffer konnte Agüero im dritten Gruppenspiel gegen Jugoslawien erzielen. Da dieses Spiel 3:3 endete, schied Paraguay, das einen Sieg benötigt hätte, aus dem Turnier aus.

## Erfolge
- 1 × WM-Qualifikation mit Paraguay für die Fußball-Weltmeisterschaft 1958.